# Charles Cros (football)
Pour l’article homonyme, voir Charles Cros, poète et inventeur français. Un autre footballeur, anglais, nommé Charles Cross, a joué en Angleterre dans les années 1920.
Charles Cros, surnommé Charlie (ou Charly) Cros, né 22 janvier 1912 à Saint-Ambroix et mort le 22 novembre 1993 à Paris,, est un joueur et entraîneur français de football. 
Footballeur évoluant initialement au poste d'attaquant, il remporte avec le FC Sète le premier doublé Coupe-championnat de France en 1934.

## Carrière
Natif du Gard, Charles Cros fait ses études à Montpellier. Il joue dans l'équipe junior du SO Montpellier à la fin des années 1920, puis débute en équipe première pendant la saison 1930-1931. Les Montpelliérains se qualifient pour la finale de la Coupe de France, que Cros dispute comme titulaire en attaque, mais s'inclinent face au Club français. En 1932 ils remportent la Division d'honneur du Sud-Est en 1932 et la saison suivante disputent la première édition du championnat de France professionnel.
En 1933, il suit son entraîneur René Dedieu au FC Sète, ambitieux club de première division. Lors de sa première saison, il marque 8 (ou 9) buts en 20 matchs de championnat, contribuant activement au titre des Sétois. Il dispute aussi des matchs de Coupe de France, mais pas la finale remportée sur l'Olympique de Marseille, pour laquelle Dedieu lui préfère Miquel, meilleur tireur de penalties. Il joue encore régulièrement les deux saisons suivantes en première division. Appelé en sélection régionale et en équipe de France B, il est alors considéré comme un candidat à l'équipe de France.
En 1936, il signe au Red Star Olympique,, club parisien de première division, mais il semble y être progressivement « oublié ». Il y joue moins, peut-être après des blessures. Il revient en 1938 au SO Montpellier, retombé en deuxième division. 
Il termine sa carrière de footballeur à l'AS Cannes, à partir de 1940 et pendant les championnats dits de guerre, sans n'être cependant plus professionnel. Il y joue encore en 1942, quand les Cannois affrontent le FC Sète en finale de la « zone libre » en Coupe de France. Il est alors le seul joueur non cannois de l'effectif. En 1944, il vit à Perpignan, joue en amateur à l'USAP et a créé une école de football dans la ville. 
Il débute ensuite une carrière d'entraîneur, qui se démarque par des entraînements physiques particulièrement exigeants pour l'époque. En 1947-1948, il est l'entraîneur du FC Nancy, en première division, tout en dirigeant une entreprise d'import-export. Malgré des résultats salués, avec un maintien en championnat et une qualification en demi-finale de Coupe de France, les dirigeants font savoir en avril qu'il n'est pas conservé pour la saison suivante, ce qui l'amène à démissionner immédiatement. En 1949, il est engagé par l'Association sportive saint-eugénoise, à Alger,, avec laquelle il remporte la Coupe d'Afrique du Nord en 1950. Vers 1951, il revient en métropole et devient l’entraîneur de la section football de l'Union sportive seynoise (disparue depuis), en championnat de France amateurs. 
L'année suivante, il est engagé par l'OGC Nice, dont il est tour à tour le recruteur (il tente notamment de recruter le jeune Mohamed Maouche de Saint-Eugène), l’entraîneur de la réserve et l'adjoint de Mario Zatelli, dont il prend la suite pour les derniers matchs de la saison 1952-1953,,. Il parvient à remporter quelques victoires importantes et assurer ainsi le maintien du club niçois en première division. La saison suivante, il reprend la direction de l'équipe réserve niçoise.
Il devient ensuite cadre dans l’industrie. Il dirige une entreprise de cosmétiques en région parisienne, où il meurt en 1993.

## Palmarès
Joueur
- Champion de France : 1934 (FC Sète)
- Vainqueur de la Coupe de France : 1934 (FC Sète, ne joue pas la finale)
  - Finaliste en 1931 (SO Montpellier)
- Division d'honneur Sud-Est : 1932 (SO Montpellier)

Entraîneur
- Vainqueur de la Coupe d'Afrique du Nord : 1950 (AS Saint-Eugène)